# Komidashi
En el joc del go, el komi o komidashi són els punts addicionals que es donen a Blanc en compensació pel desavantatge que suposa que comenci jugant Negre.
Komidashi (コミ) és el terme complet per referir-se a aquesta regla de compensació en japonès. En xinès s'anomena 貼目, i 덤 en coreà.
Els valors més habituals que s'utilitzen avui en dia com a komi són 5,5, 6,5, i 7,5. La importància d'utilitzar semi-enters és que el mig punt serveix per resoldre empats en la puntuació. En les partides amb handicap, es pren un komi de 0,5.

## Història
La importància de compensar Blanc pel fet que comenci Negre no es va tenir en compte fins a mitjans del segle xix. Tot i que no hi ha unanimitat en les dates, sembla que va ser l'any 1852 quan es va començar a introduir la regla del komi. Tot i així, no va ser fins a l'any 1907 quan es va començar a utilitzar en un torneig, amb un valor de 3. La decisió d'introduir el komi com a regla formal en el go no va ser exempta de polèmica entre els jugadors.
La tendència general en els últims cent anys ha estat d'incrementar el komi, des de 2 punts fins a 6,5 o 7,5. Aquest increment ha anat lligat al desenvolupament de la teoria darrera l'inici del joc (fuseki). No cal dir que la introducció del komi ha suposat canvis substancials en l'estratègia general dels dos jugadors, que han de recórrer a tàctiques més agressives per tal de mantenir l'avantatge en cada moment.
John Fairbairn, historiador del món del go, ha escrit sobre la història del komi.

## Justificacions
El valor per al komi es decideix teòricament fent una anàlisi estadística de les partides de professionals i ajustant-lo per tal que les victòries de Blanc i Negre s'aproximin al 50%. Algunes persones afirmen que, basant-se en les partides dels professionals, el valor del komi encara s'hauria de pujar fins a un valor de 8,5 per tal d'equilibrar la partida.
D'altres anàlisis han intentat establir el valor adequat pel komi des d'un punt de vista teòric, entenent aquest valor com el nombre de punts que pot assegurar Negre amb la primera jugada, però aquesta és una qüestió molt més difícil de valorar objectivament.

## Altres formes de komi
Un altre tipus de compensació per utilitzar en partides amb diferència de nivells entre els contrincants és el komi invers, on Negre juga primer (habitualment sense pedres de handicap sobre el tauler), i a més s'endú punts de compensació. Aquest sistema agrada a alguns jugadors, ja que permet desenvolupar la partida com si fos igualada, però obliga a Blanc a recuperar el desavantatge inicial.
A més de la possibilitat d'establir un valor fix, es pot seguir el sistema de subhasta de komi: un jugador escull com serà de gran el komi de Blanc, i després els dos jugadors decideixen si jugaran amb Blanc o Negre. També hi ha la possibilitat d'oferir-se a jugar contra Blanc amb un nombre determinat de komi, el que guanyi l'oferta durà Negre.